# ケビン・リトル (陸上選手)
ケビン・リトル（Kevin Little、1968年4月3日 ‐ ）は、アメリカ合衆国・デモイン出身で短距離走が専門の元陸上競技選手。室内200mの自己ベストは20秒32の元北中米カリブ海記録保持者。1997年パリ世界室内選手権男子200mの金メダリストである。
200mがメインの白人スプリンター。世界選手権で2回、世界室内選手権では5回決勝に進出した実績を持ち、世界室内選手権では1つの金メダルを含む計4つのメダルを獲得した。アメリカの白人スプリンターとしては、1956年メルボルンオリンピックで3冠（100m、200m、4×100mリレー）を達成したボビー・モロー以来、41年ぶりに世界大会の金メダルに輝いた選手である。

## 経歴

### 1989年
3月、ブダペスト世界室内選手権の男子200m決勝で21秒12をマークし、ジョン・レジス（20秒54）とAde Mafe（20秒87）に次ぐ3位に入り銅メダルを獲得した。

### 1993年
3月、トロント世界室内選手権の男子200m決勝で20秒72をマークし、ジェームス・トラップ（20秒63）とダミアン・マーシュ（20秒71）に次ぐ3位に入った。2位とは0秒01差で惜しくも銀メダルを逃したが、4年ぶりに出場した大会で前回に続き銅メダルを獲得した。

### 1995年
8月、ヨーテボリ世界選手権の男子200m2次予選で20秒60（-0.1）の組5着に終わり、組4着とは0秒05差で準決勝進出を逃した。

### 1997年
3月、3度目の世界室内選手権出場となったパリ世界室内選手権の男子200mでは、予選を全体1位の20秒73で突破すると、準決勝ではアト・ボルドン（20秒41）に次ぐ20秒46の全体2位で決勝に進出した。迎えた決勝では20秒40のアメリカタイ記録および大会記録（ともに当時）を樹立し、イバン・ガルシア（20秒46）やフランシス・オビクウェル（21秒10）らを破り初優勝を成し遂げた。世界大会（オリンピック、屋外と室内の世界選手権）におけるアメリカ白人スプリンターの金メダル獲得は、1956年メルボルンオリンピックで3冠（男子100m、200m、4×100mリレー）を達成したボビー・モロー以来だった。
8月、アテネ世界選手権の男子200m2次予選を20秒38（+0.4）の組2着で突破し、屋外の世界選手権で初の準決勝進出を果たしたが、準決勝は20秒57（-0.5）の組6着で敗退した。

### 1999年
3月、前橋世界室内選手権の男子200m準決勝を20秒32の北中米カリブ記録（当時）で突破。決勝では20秒48とタイムを落とし、フランク・フレデリクス（20秒10）とオバデレ・トンプソン（20秒26）に次ぐ3位に終わり連覇は逃したもの、世界室内選手権4つ目のメダルとなる銅メダルを獲得した。
8月、セビリア世界選手権の男子200m2次予選を20秒38（+0.2）の組3着で突破し、1995年ヨーテボリ大会に続いて準決勝に進出すると、準決勝では20秒10（+1.7）の自己ベストをマーク。準決勝を全体3位タイで突破し初の決勝に進出したが、迎えた決勝では20秒37（+1.2）とタイムを落とし6位に終わった。

### 2001年
3月、リスボン世界室内選手権の男子200m準決勝で20秒73マークし、全体1位のタイムで5度目の決勝進出を果たすも、ハムストリングスを痛め決勝は棄権した。
8月、エドモントン世界選手権の男子200m準決勝で自己ベストに迫る20秒13（+1.0）をマーク。2大会連続で決勝に進出したが、決勝は20秒25（+0.1）の7位に終わった。

## 自己ベスト
記録欄の（　）内の数字は風速（m/s）で、+は追い風を意味する。
| 種目 | 記録           | 年月日        | 場所                 | 備考                 |
| 屋外 | 屋外           | 屋外          | 屋外                 | 屋外                 |
| ---- | -------------- | ------------- | -------------------- | -------------------- |
| 100m | 10秒13 (+1.8)  | 1998年4月19日 | ウォルナット         |                      |
| 100m | 10秒11w (+3.1) | 1992年4月11日 | ボルダー             | 追い風参考記録       |
| 200m | 20秒10 (+1.7)  | 1999年8月25日 | セビリア             |                      |
| 200m | 19秒94w (+2.3) | 1995年6月17日 | サクラメント         | 追い風参考記録       |
| 400m | 44秒77         | 1996年4月21日 | ウォルナット         |                      |
| 室内 |                |               |                      |                      |
| 55m  | 6秒14          | 1998年1月31日 | コロラドスプリングス |                      |
| 60m  | 6秒64          | 2001年2月17日 | コロラドスプリングス |                      |
| 200m | 20秒32         | 1999年3月5日  | 前橋                 | 元北中米カリブ海記録 |

## 主要大会成績
備考欄の記録は当時のもの
| 年   | 大会                        | 場所         | 種目    | 結果    | 記録          | 備考                             |
| ---- | --------------------------- | ------------ | ------- | ------- | ------------- | -------------------------------- |
| 1989 | 世界室内選手権              | ブダペスト   | 200m    | 3位     | 21秒12        |                                  |
| 1991 | パンアメリカン競技大会 (en) | ハバナ       | 200m    | 2位     | 20秒63        |                                  |
| 1993 | 世界室内選手権              | トロント     | 200m    | 3位     | 20秒72        | 2位と0秒01差                     |
| 1995 | 世界選手権                  | ヨーテボリ   | 200m    | 2次予選 | 20秒60 (-0.1) |                                  |
| 1997 | 世界室内選手権              | パリ         | 200m    | 優勝    | 20秒40        | 大会記録                         |
| 1997 | 世界選手権                  | アテネ       | 200m    | 準決勝  | 20秒57 (-0.5) |                                  |
| 1997 | グランプリファイナル (en)   | 福岡         | 200m    | 7位     | 20秒55 (+0.3) |                                  |
| 1999 | 世界室内選手権              | 前橋         | 200m    | 3位     | 20秒48        | 準決勝20秒32：北中米カリブ海記録 |
| 1999 | 世界選手権                  | セビリア     | 200m    | 6位     | 20秒37 (+1.2) | 準決勝20秒10 (+1.7)：自己ベスト  |
| 1999 | グランプリファイナル (en)   | ミュンヘン   | 200m    | 8位     | 20秒53 (-0.8) |                                  |
| 2001 | 世界室内選手権              | リスボン     | 200m    | 決勝    | DNS           | 準決勝20秒73                     |
| 2001 | 世界選手権                  | エドモントン | 200m    | 7位     | 20秒25 (+0.1) |                                  |
| 2001 | グッドウィルゲームズ (en)   | ブリスベン   | 200m    | 6位     | 20秒90        |                                  |
| 2001 | グッドウィルゲームズ (en)   | ブリスベン   | 4x100mR | 決勝    | DQ (1走)      |                                  |
| 2001 | グランプリファイナル (en)   | メルボルン   | 200m    | 7位     | 20秒95 (+1.0) |                                  |